# Слышишь, как лают собаки?
«Ты слышишь, как лают собаки?» (исп. ¿No oyes ladrar los perros?) — мексиканский драматический фильм 1975 года режиссёра Франсуа Рейшенбаха. Фильм был включён в конкурсную программу Каннского кинофестиваля в 1975 году.
Картина основана на одноимённой повести, написанной мексиканским писателем Хуаном Рульфо. В центре сюжета старик, несущий на спине своего раненого сына в поисках помощи. Параллельно в фильме рассказывается история старика и сына, а также размышления героев о будущем.

## В ролях
- Ахуи Камачо — Игнасио
- Аурора Клавель — Маде де Хосе
- Ана де Саде — Хасинта
- Тамара Гарина
- Сальвадор Гомес — молодой Игнасио
- Хуан Анхель Мартинес
- Гастон Мело
- Патрик Пенн
- Сальвадор Санчес — Хуан Долорес

## Саундтрек
Композитором фильма выступил греческий композитор Вангелис.
Список композиций
1. Entends-Tu Les Chiens Aboyer? Part 1 — 20:42
2. Entends-Tu Les Chiens Aboyer? Part 2 — 17:45